# NGC 293
NGC 293 est une galaxie spirale barrée située dans la constellation de la Baleine. NGC 293 a été découverte par l'astronome allemand Albert Marth en 1864.

## Caractéristiques
Sa vitesse par rapport au fond diffus cosmologique est de 5 415 ± 23 km/s, ce qui correspond à une distance de Hubble de 79,9 ± 5,6 Mpc (∼261 millions d'al).
La classe de luminosité de NGC 293 est II et elle présente une large raie HI.
En raison d'une brillance de surface égale à 14,19 mag/am2, on peut qualifier NGC 293 de galaxie à faible brillance de surface (LSB en anglais pour low surface brightness). Les galaxies LSB sont des galaxies diffuses (D) avec une brillance de surface inférieure de moins d'une magnitude à celle du ciel nocturne ambiant.